# Euryoryzomys emmonsae
Euryoryzomys emmonsae is een zoogdier uit de familie van de Cricetidae. De wetenschappelijke naam van de soort werd voor het eerst geldig gepubliceerd door Musser, Carleton, Brothers & Gardner in 1998.

## Voorkomen
De soort komt voor in Brazilië.